# Malgaši
Malgaši(francosko Malgache) so skupina avstronezijsko govorečih etničnih skupin, avtohtonih na otoški državi Madagaskar. Tradicionalno je bilo prebivalstvo razdeljeno na etnične skupine. Primeri vključujejo skupine »Višavcev« (etnično mešanega porekla, vendar bolj avstronezijsko-indonezijskega in nekoliko manj bantujskega) kot so Merina in Betsileo v Centralnem višavju okoli Antananariva, Alaotra (Ambatondrazaka) in Fianarantsoa, ter »obalni prebivalci« (pretežno Bantujci z manj avstronezijskih lastnosti) s plemeni, kot so Sakalava, Bara, Vezo, Betsimisaraka, Mahafaly itd. Merina se prav tako nadalje delijo na dve podskupini. »Merina A« sta Hova in Andriana in imata v povprečju 30–40 % bantujskega porekla. Druga podskupina je »Merina B«, Andevo, ki ima v povprečju 40–50 % bantujskega porekla. Sestavljajo manj kot 1/3 družbe Merina. Malgašev je bilo v prvem popisu leta 1900 2.242.000 prebivalcev. Njihovo prebivalstvo je v naslednjih sto letih doživelo močno rast, zlasti pod francoskim Madagaskarjem.

## Genetika in izvor populacij
Med letoma 2008 in 2018 je bila izvedena obsežna raziskava genske raznolikosti na celotnem otoku. Ta projekt se je imenoval MAGE (Madagaskar Anthropology Genetics Ethno-linguistic). V tej študiji je sodelovalo okoli 3000 prebivalcev Madagaskarja, ki so dali svojo slino za genetsko študijo. Tristo vasi po Madagaskarju so vzorčili glede na genetsko, jezikovno in kulturno raznolikost. To raziskavo so vodili in izvedli malgaški in evropski raziskovalci in akademiki. Ta študija je pokazala, da imajo vsi Malgaši mešano afriško in azijsko poreklo.
Toda delež genov prednikov je različen. Obalno malgaško prebivalstvo, vključno s Temoro, Vezo in Mikea itd., ima približno 70 % afriškega porekla in 30 % azijskega porekla, medtem ko imajo višavska plemena običajno nižje afriško poreklo, približno 45 %. V nedavni raziskavi na celotnem otoku so samo moški kromosomi Y afriškega izvora pogostejši od kromosomov vzhodnoazijskega izvora, vendar se razlikujejo glede na študijo (70,7 proti 20,7 ali 51 % proti 34 %). Vendar so linije mtDNA, ki se prenašajo z matere na otroka, nasprotne (42,4 % afriškega izvora v primerjavi s 50,1 % vzhodnoazijskega izvora).
Zaradi bližine Afrike je bila najbolj zanimiva povezava z azijskimi populacijami. Okoli leta 1996 se je začela študija, s katero so poskušali ugotoviti prisotnost polinezijskega motiva v madagaskarski populaciji (mtDNA haplotip B4a1a1a). Novejša študija za identifikacijo dveh dodatnih mutacij (1473 in 3423A), najdenih pri vseh nosilcih polinezijskih motivov na Madagaskarju, zato poimenovana malgaški motiv. Pogostost se je razlikovala med tremi etničnimi skupinami: 50 % v Merina, 22 % v Vezu in 13 % v Mikei. Na podlagi tega rezultata je študija pokazala, da je Madagaskar pred približno 2200 leti naselila zelo majhna skupina, ki jo je sestavljalo približno 30 žensk, od katerih jih je 28 (93 %) morskega porekla iz jugovzhodne Azije, 2 (7 %) pa imajo afriško poreklo. Malgaško prebivalstvo je obstajalo z mešanjem prve majhne ustanovne populacije. Najbližjo azijsko starševsko populacijo Malgašev najdemo v današnji Indoneziji, med Banjarjem in drugimi južnokalimantanskimi dajaki na jugovzhodnem Borneu. Jezikovne odtise njihovih prednikov iz jugovzhodne Azije so trenutno razvidni iz številnih skupnih osnovnih besedišč z Ma'anyan, jezikom iz regije reke Barito v južnem Borneu.

## Zgodovinske pododdelki
Razlika v poreklu ostaja nekoliko očitna med višavskimi in obalnimi regijami. Poleg razlike v deležu prednikov med višavskimi in obmorskimi Malgaši lahko govorimo tudi o politični razliki. Merinski monarhi v poznem 18. in zgodnjem 19. stoletju so združili kneževine Merina in pod svojo upravo najprej pripeljali sosednje ljudstvo Betsileo. Kasneje so nadzor Merini razširili na večino obalnih območij. Na sosednjem otoku Moheli je prav tako vladala muslimanska dinastija Merina, ki jo je ustanovil Abderremane, sultan Mohélija, ki je bil svak kralja Radame I. Vojaški odpor in končni poraz večine obalnih skupnosti sta zagotovila njihov podrejeni položaj vis-à-vis zavezništva Merina-Betsileo. V 19. in 20. stoletju je francoska kolonialna uprava izkoristila in še zaostrila te politične neenakosti, tako da si je prilastila obstoječo vladno infrastrukturo Merinov za vodenje svoje kolonije. Ta zapuščina politične neenakosti je preganjala ljudi na Madagaskarju po osamosvojitvi leta 1960; etnična in regionalna identiteta kandidatov je pogosto pomagala ali ovirala njihov uspeh na demokratičnih volitvah.
Znotraj teh dveh širokih etničnih in političnih skupin so bili Malgaši zgodovinsko razdeljeni na posebej poimenovane etnične skupine, ki so se med seboj razlikovale predvsem na podlagi kulturnih praks. To so bile namreč kmetijske, lovske ali ribiške prakse; slog gradnje stanovanj; glasba; slogi pričeske in oblačil; in lokalnih običajev ali tabujev, slednji je v malgaškem jeziku poznan kot fady. O številu takšnih etničnih skupin na Madagaskarju so razpravljali. Prakse, ki so razlikovale mnoge od teh skupin, so v 21. stoletju manj razširjene kot v preteklosti. Toda mnogi Malgaši so ponosni, da svojo povezanost z eno ali več od teh skupin razglasijo za del svoje lastne kulturne identitete.
- Etnične skupine "Višavcev"  
  - Merina
  - Sihanaka
  - Betsileo
    - Zafimaniry
- Obalne etnične skupine 
  - Antaifasy ali Antefasy
  - Antaimoro ali Temoro or Antemoro
  - Antaisaka ali Antesaka
  - Antambahoaka
  - Antandroy ali Tandroy
  - Antankarana
  - Antanosy ali Tanosy
  - Bara
  - Betsimisaraka
  - Bezanozano
  - Mahafaly
  - Makoa
  - Mikea
  - Sakalava
  - Tanala
  - Tsimihety
  - Vezo

## Malgaška diaspora
Države s precejšnjo malgaško diasporo vključujejo Francijo (zlasti čezmorska departmaja Mayotte in Réunion), Komore (zlasti otok Moheli), Južno Afriko, Latinsko Ameriko in Karibe ter Združene države.
Malgaška diaspora v Združenih državah vključuje potomce ljudi, ki so, sužnji ali svobodni, prišli v 18. in 19. stoletju. Drugi Američani malgaškega porekla so nedavni priseljenci z Madagaskarja. Nekateri pomembni Američani, ki imajo malgaško poreklo, so Andy Razaf (pesnik, skladatelj in pisec besedil), Katherine Dunham (plesalka, koreografinja, antropologinja in družbena aktivistka), Regina M. Anderson, William H. Hastie (pravnik, sodnik, pedagog), George Schuyler (pravnik, sodnik, pedagog) in Philippa Schuyler (koncertni pianist, skladatelj, avtor), Muhammad Ali, Robert Reed Church in Mary Church Terrell (borka za državljanske pravice, novinarka, učiteljica), Frederick D. Gregory, Thomas P. Mahammitt, Paschal Beverly Randolph, Maya Rudolph, Claude McKay (pisatelj in pesnik), Jess Tom, Ben Jealous in Keenan Ivory Wayans.
Prvi zabeleženi afriški suženj v Kanadi, Olivier Le Jeune, je bil leta 1628 odpeljan z Madagaskarja v Novo Francijo.

## Druga literatura
- Memories of Madagascar and Slavery in the Black Atlantic by Wendy Wilson-Fall, 2015, Ohio University Press—Malagasy diaspora
- Sandra Evers, Gwyn Campbell, Michael Lambek (2013). Contest for Land in Madagascar: Environment, Ancestors and Development. African Social Studies Series. Brill. ISBN 9004256237, ISBN 9789004256231.